# Eleccions presidencials franceses de 1969
Les eleccions presidencials franceses de 1969 se celebraren l'1 de juny de 1969, i en no obtenir cap dels candidats la majoria absoluta es va celebrar una segona volta el 15 de juny, resultant guanyador Georges Pompidou.

## Primera Volta
| Candidat         | Partit                           | Vots       | Percentatge |
| ---------------- | -------------------------------- | ---------- | ----------- |
| Georges Pompidou | UDR                              | 10.051.816 | 44,46%      |
| Alain Poher      | Centre Demòcrata                 | 5.268.561  | 23,30%      |
| Jacques Duclos   | PCF                              | 4.808.285  | 21,27%      |
| Gaston Defferre  | Socialista                       | 1.133.222  | 5,01%       |
| Michel Rocard    | Partit Socialista Unificat (PSU) | 816.471    | 3,61%       |
| Louis Ducatel    | Independent                      | 286.447    | 1,26%       |
| Alain Krivine    | LCR                              | 239.106    | 1,05%       |

## Resultats per departaments

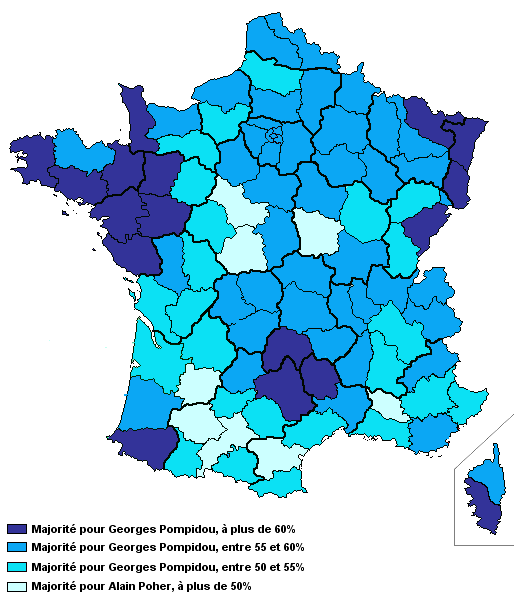
Resultats de les eleccions per departaments

### Segona Volta
| Candidat         | Vots       | Percentatge |
| ---------------- | ---------- | ----------- |
| Georges Pompidou | 11.064.371 | 58,21%      |
| Alain Poher      | 7.943.118  | 41,78%      |